# عبد الرحمن خان
عبد الرحمن خان (بين 1840–1844 - 1 أكتوبر 1901) هو أمير أفغانستان من 1880 إلى 1901 م.
حفيد دست محمد. قاوم عمه شير علي، فنفي خارج البلاد سنة 1869 م، غير أن البريطانيين اعترفوا به أميراً 1880 م وانتصر لمصالح بريطانيا ضد روسيا.